# Xavier Fauche
Xavier Fauche, född 30 april 1946, är en fransk serieförfattare.
Fauche samarbetar ofta med Jean Léturgie, och har medverkat som medförfattare till omkring hälften av Léturgies seriealbum om Percevan. Vid sidan om Percevan har Fauche också varit verksam som manusförfattare på Lucky Luke - han är den författare som, näst efter René Goscinny, har skrivit flest Lucky Luke-manus - och dess spinoff-serie Ratata.
I mitten av nittiotalet skrev Fauche också, tillsammans med Eric Adam, tre album om Marsupilami: Rififi en Palombie (på svenska som "Djungelns diamanter") samt Houba banana och Trafic à Jollywood (som båda två är opublicerade på svenska).
Utöver serieförfattandet har Fauche även skrivit radioteater och romaner, samt översatt TV-serier (bl.a. Lucky Luke) till franska.